# Fool to Cry
Singles de The Rolling Stones
Ain't Too Proud to Beg
(1974) Hot Stuff
(1976)
Clip vidéo
[vidéo] « « Fool to Cry » », sur YouTube
Pistes de Black and Blue
Melody
(6) Crazy Mama
(8)
Fool to Cry est une ballade du groupe de rock britannique The Rolling Stones parue d'abord en single le 26 mars 1976, puis sur l'album Black and Blue le 23 avril 1976.

## Historique et description

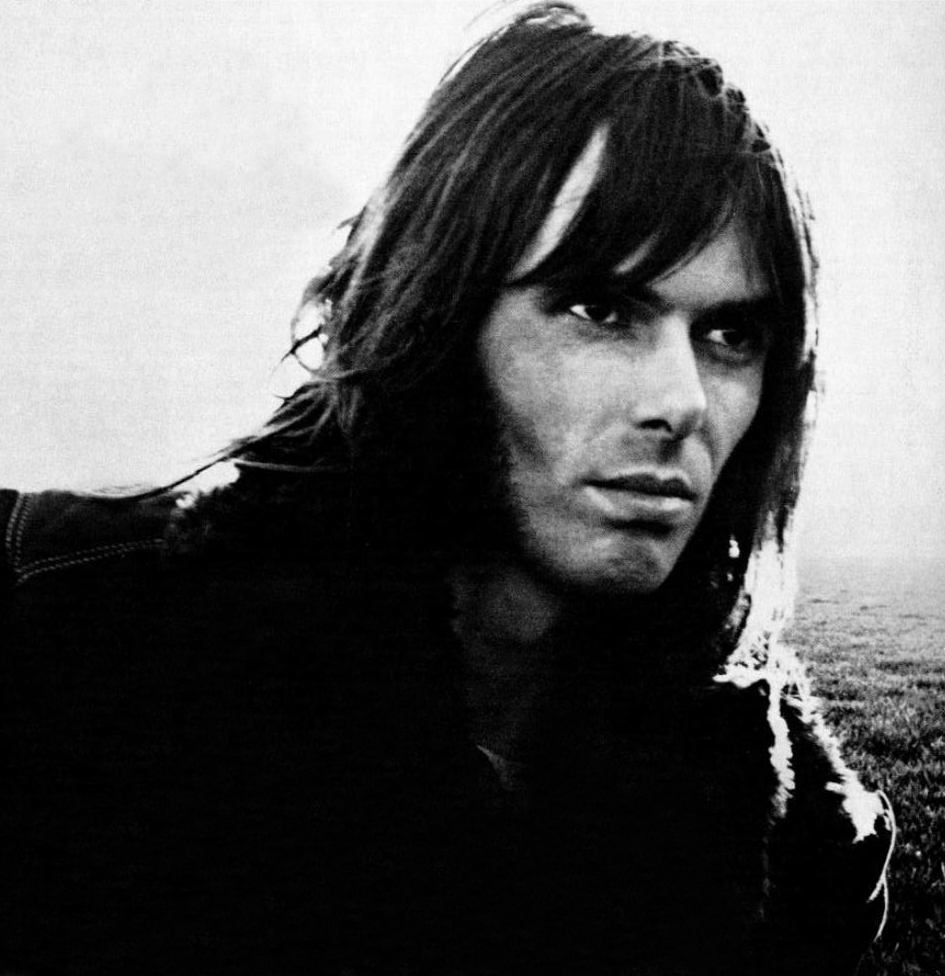
La chanson Fool to Cry marque la dernière collaboration du groupe avec le pianiste Nicky Hopkins (ici en 1971), collaborateur régulier depuis 1967. Ses contributions pour l'album Tattoo You en 1981 seront antérieures à 1976.

La chanson a été écrite par Mick Jagger et Keith Richards. Ballade introspective, atypique face au répertoire du groupe, elle met en scène Mick Jagger, le cœur brisé, qui trouve le réconfort d'abord auprès de sa fille, puis de sa maîtresse.
Mick Taylor venant de quitter le groupe, les Rolling Stones se sont retrouvés sans second guitariste. L'enregistrement de Black and Blue a agi comme une sorte d'audition pour de nouveaux guitaristes, ce qui a conduit Wayne Perkins à jouer de la guitare sur ce morceau. Jagger y joue du piano électrique et Nicky Hopkins joue du piano acoustique et du synthétiseur à cordes.

## Parution et réception
Sorti en tant que premier single extrait de Black and Blue en 1976, Fool to Cry a atteint la sixième place du classement britannique des singles et la dixième place du Billboard Hot 100 américain. La face B du single est Crazy Mama, sauf aux Etats-Unis où c'est Hot Stuff. Le single américain ressortira en juin 1976 avec ses faces A et B inversées (en single promotionnel). Fool to Cry est l'unique véritable single extrait de l'album.
Fool to Cry est la seule chanson de Black and Blue à figurer sur les principales compilations à succès du groupe, Forty Licks en 2002 et GRRR! en 2012.

## Personnel
- Mick Jagger: chant, chœurs, piano électrique
- Keith Richards: guitare principale, chœurs
- Bill Wyman: basse
- Charlie Watts: batterie
- Wayne Perkins: guitare rythmique, chœurs
- Nicky Hopkins: piano acoustique et synthétiseur

## Classements

### Classements hebdomadaires
| Classement (1976)                      | Meilleure position |
| -------------------------------------- | ------------------ |
| Australie (Kent Music Report)          | 45                 |
| Belgique (Flandre Ultratop 50 Singles) | 16                 |
| Canada (Top Singles)                   | 11                 |
| Irlande (IRMA)                         | 6                  |
| Pays-Bas (Nederlandse Top 40)          | 8                  |
| Pays-Bas (Single Top 100)              | 10                 |
| Nouvelle-Zélande (RMNZ)                | 38                 |
| Norvège (VG-lista)                     | 8                  |
| Royaume-Uni (UK Singles Chart)         | 6                  |
| États-Unis Billboard Hot 100           | 10                 |
| États-Unis Cash Box                    | 9                  |
| États-Unis Record World                | 23                 |

### Classement de fin d'année
| Classement (1976)        | Rang |
| ------------------------ | ---- |
| Canada Top Singles (RPM) | 115  |

## Reprises
Lena Dunham, créatrice et actrice principale de la série Girls de la chaine HBO primée aux Golden Globes, a demandé à Tegan and Sara de reprendre Fool to Cry des Rolling Stones pour la bande son de la série. La chanteuse et compositrice américaine Taylor Dayne a repris la chanson pour son album studio Satisfied en 2008.